# ブノニ・ブエイ
ブノニ・ブエイ（Benoni Beheyt, 1940年9月27日 - ）は、ベルギー、ズウェイナールデ出身の元自転車競技（ロードレース）選手。

## 経歴
1960年、ローマオリンピックの個人ロードレースに出場し7位。
その後、1962年から1968年までプロ生活を送った。
1963年、自国ロンスで開催された世界選手権自転車競技大会・プロロードレースを制し、世界一の座に就いた。しかし、この優勝が後に、当人のレースキャリアを縮める原因となってしまう。この他、ヘント〜ウェヴェルヘム及びグランプリ・ド・フルミーも優勝。
1964年、ツール・ド・フランス第22(a)ステージを制覇（総合49位）。また、ツール・ド・ベルギー総合優勝及び国内選手権・ロードレース優勝を果たした。

### 早すぎる引退の要因
1963年の世界選手権では、ベルギーチームは、過去に2度世界一の経験を持つリック・ファン・ローイがリーダーとなっており、ファン・ローイを勝たせるべく道中での作戦が練られていたが、最後のスプリント勝負でファン・ローイを破ってしまったことに対し、他のチームメイトから総すかんを食らう羽目になった。その後も尾を引く形となり、早期引退の要因となってしまった。